# Kabusa böcker
Kabusa Böcker var ett bokförlag grundat år 2002. Kabusa var under sin verksamhetstid Västsveriges största allmänutgivande förlag.[källa behövs]
Kabusa är en plats i sydligaste Sverige där förlaget startade. Kabusa Böcker gav ut såväl svensk som översatt skönlitteratur för vuxna och barn, deckare, fack- och presentböcker. Inom förlagsgruppen fanns också Styxx Fantasy, Kopparmärra och Charlie by Kabusa. Förlaget försattes i konkurs 15 jan 2018.

## Underförlag
Kabusa hade tre imprints: Styxx Fantasy med science fiction- och fantasyutgivning, Charlie by Kabusa med utgivning inom hbtq och genus samt Kopparmärra för Göteborgslitteratur. 

### Charlie by Kabusa
Charlie by Kabusa startades 2010 efter att det tidigare queerförlaget Normal förlag lades ner och tog vid starten över de titlar som skulle ha getts ut där under hösten 2010 om Normal inte hade avvecklat verksamheten.
Namnet Charlie är en blinkning åt Margareta Subers roman från 1932 med samma namn. Boken, som ursprungligen gavs ut av Bonniers, anses vara en av de första som tog upp lesbisk kärlek. Normal gav ut den 2005. Charlie har bland annat gett ut Lill-Marit Bugges och Anna-Lena Brundins bok Marja och Agneta – the story of True Love. 

### Styxx Fantasy
Styxx Fantasy var ett imprint inriktat på fantasy, science fiction och skräck för barn, ungdomar och vuxna. Imprintet startades 2010 och hade sitt säte i Göteborg.

### Kopparmärra
Kopparmärra, vars namn syftade på statyn Kopparmärra, var ett imprint med fokus på böcker om Göteborg.